# اورنج (بریتانیا)
اورنج (به انگلیسی: Orange) اپراتور تلفن همراه و ارائه دهندهٔ خدمات اینترنتی در بریتانیا است که از سال ۱۹۹۳ آغاز به کار کرده‌است. زمانی اورنج یکی از اعضای تشکیل دهندهٔ فهرست فوتسی ۱۰۰ بود، اما در سال ۲۰۰۰ توسط فرانس تلکوم خریداری شد و از آن زمان از برند اورنج برای سایر فعالیت‌های مخابراتی سیار خود نیز استفاده کرد.
در ۸ دسامبر ۲۰۰۹ اورنج بریتانیا با تی موبایل بریتانیا متعلق به دویچه تلکوم ادغام شد تا مشارکت انتفاعی همه‌چیز همه‌جا را تشکیل دهند. اورنج بریتانیا به ۱۷ میلیون مشتری خدمات پهن‌باند و سیار ارائه می‌دهد.